# José Cardona
José Enrique „Coneja” Cardona Gutiérrez (ur. 27 lutego 1939 w El Bejuco, zm. 30 stycznia 2013 w San Pedro Suli) – honduraski piłkarz z obywatelstwem hiszpańskim występujący na pozycji prawego skrzydłowego, reprezentant kraju. Jest uznawany za jednego z najwybitniejszych piłkarzy w historii Hondurasu i Ameryki Centralnej.
Karierę rozpoczął w rodzinnym Hondurasie, gdzie w wieku 17 lat w barwach Club Hibueras zdobył mistrzostwo kraju i tytuł króla strzelców ligi. W 1957 roku przeszedł do portugalskiego Lusitano GC, zostając pierwszym w historii honduraskim piłkarzem w klubie z Europy. W 1958 roku trafił do Hiszpanii, gdzie spędził 12 lat. Przez 6 sezonów występował w Elche CF, z którym w 1959 roku po raz pierwszy w dziejach klubu awansował do Primera División, a sam został królem strzelców drugiej ligi hiszpańskiej. Ustanowił wówczas wciąż niepobity rekord pod względem liczby bramek strzelonych przez piłkarza z Hondurasu w jednym sezonie ligi europejskiej (23 gole). Jego bramka w meczu z Barceloną (2:1) dała zespołowi Elche pierwsze zwycięstwo w Primera División. Łącznie zdobył dla Elche 52 gole.
W 1964 roku został piłkarzem Atlético Madryt, w którym również grał przez 6 sezonów. Zdobył z nim dwa tytuły mistrza Hiszpanii (1965/1966, 1969/1970) oraz puchar Hiszpanii (1964/1965). W finale pucharu z Realem Saragossa (1:0) strzelił zwycięskiego gola. Jest jedynym Honduraninem, który zdobył piłkarskie mistrzostwo Hiszpanii. Jako pierwszy Honduranin wystąpił i zdobył bramkę w rozgrywkach Ligi Mistrzów UEFA. Zagrał również w trzech edycjach Pucharu Miast Targowych oraz w jednej Pucharu Zdobywców Pucharów. Jako jedyny w historii piłkarz z Hondurasu dotarł do półfinału rozgrywek europejskich. Jest autorem ostatniego gola na madryckim Estadio Metropolitano oraz pierwszego gola w derbach Madrytu rozgrywanych na Estadio Vicente Calderón. W barwach Atlético strzelił 42 gole. Karierę piłkarską zakończył w honduraskim Real CD España.
W 1961 roku otrzymał hiszpańskie obywatelstwo i został powołany do wstępnej kadry reprezentacji Hiszpanii na mistrzostwa świata w Chile. W 1969 roku w barwach reprezentacji Hondurasu wystąpił w trzech spotkaniach z Salwadorem w eliminacjach do mistrzostw świata w Meksyku. Nastroje społeczne towarzyszące tym meczom były bezpośrednią przyczyną wybuchu wojny futbolowej.

## Początki
Cardona był synem José de la Cruza Cardony i Petrony Gutiérrez. Jego ojciec był robotnikiem kolejowym, a w podróżach służbowych towarzyszyła mu matka Cardony, dorabiając poprzez sprzedawanie jedzenia na miejscu robót. Cardona urodził się we wsi El Bejuco,  gdzie akurat przebywali jego rodzice, a wychowywał się w miejscowości La Lima w departamencie Cortés, kilka kilometrów od San Pedro Suli, na osiedlu Barrio Los Pinos. Dorastał w skromnych warunkach materialnych. Ze względu na nieobecność ojca musiał w młodym wieku przejąć obowiązek opieki nad czwórką swojego rodzeństwa (w tym nad siostrami Emmą, Irmą i Miriam). Był opisywany jako drobny i małomówny chłopiec.
Od najmłodszych lat Cardona grał w piłkę nożną na ulicach La Limy, lokalnym boisku Campo El Tamarindo i okolicznych plantacjach bananów. Według opowieści przytaczanej przez jego matkę, nauczył się chodzić już w wieku sześciu miesięcy i niemal od razu zaczął biegać za piłką. Już jako siedmiolatek znacznie wyróżniał się umiejętnościami na tle równieśników. W dzieciństwie grał głównie boso – gdy zmęczył się kopaniem piłki prawą nogą, zaczynał grać lewą, dzięki czemu w młodym wieku stał się obunożnym zawodnikiem. Jego matka była początkowo przeciwna karierze piłkarskiej syna i wolała, by został on rolnikiem. Za jej namową przez dwa lata studiował agronomię na rolniczej uczelni Universidad Zamorano.
W dzieciństwie do Cardony przylgnął przydomek „Coneja” (hiszp. „Królica”). Istnieje kilka wersji genezy tego pseudonimu. Najczęściej spotykana w honduraskich i hiszpańskich mediach wskazuje na jego styl gry, charakteryzujący się szybkością i nieuchwytnością dla rywali. Skłaniał się do niej sam zawodnik. W jednym z wywiadów wspominał jednak, że przydomek w oryginalnej wersji „Conejo” (hiszp. „Królik”) wymyślił jeden z kolegów podczas wspólnej zabawy w policjantów i złodziei, widząc ruchliwość Cardony. Wobec sprzeciwu Cardony, który wolał być nazywany „Liebre” (hiszp. „Zając”), pozostano przy kompromisowej wersji „Coneja”. Pseudonimu „Coneja” używano wobec piłkarza głównie w Hondurasie, natomiast w Hiszpanii częściej określano go jako „Indio” (hiszp. „Indianin”), ze względu na metyskie pochodzenie.

## Kariera klubowa

### Hibueras i España (1955–1957)
Jako nastolatek Cardona dołączył do miejscowego zespołu CD Hibueras de La Lima. Za pośrednictwem tego klubu znalazł swoją pierwszą płatną pracę, w której zarabiał 125 lempiras miesięcznie (ok. 2,5 euro). W sezonie 1955/1956 (rozgrywanym od października 1955 do grudnia 1956) wywalczył z Hibueras mistrzostwo Hondurasu, pokonując w finale Olimpię i został królem strzelców ligi honduraskiej, mając 17 lat. Tytuły te nie są jednak w pełni uznawane, gdyż Liga Nacional de Honduras powstała oficjalnie dopiero w 1964 roku.
W lutym 1957 Cardona przystąpił do kolejnego sezonu w barwach klubu CD España z San Pedro Suli (obecnie Real CD España). Nie dokończył jednak rozgrywek ze względu na transfer do Europy.

### Lusitano (1957–1958)
W lipcu 1957 Cardona razem ze swoim rodakiem Wilfredo Garcíą został zawodnikiem portugalskiego Lusitano GC. Trenerem Lusitano był wówczas Brazylijczyk Otto Bumbel, który wcześniej prowadził reprezentację Hondurasu. Priorytetem klubu było pozyskanie Garcíi (najlepszego wówczas środkowego obrońcy w Hondurasie), a mniej znanego Bumbelowi Cardonę ściągnięto dodatkowo, jako ówczesnego króla strzelców honduraskich rozgrywek. Zawodnik podpisał z klubem z Évory kontrakt in blanco, mający obowiązywać przez dwa lata. W zamian za jego kartę zawodniczą Hibueras otrzymał kwotę 500 dolarów. Cardona i García zostali tym samym pierwszymi w historii honduraskimi piłkarzami w Europie.
Cardona przyleciał do Portugalii w dniu 17 lipca 1957. W Primeira Divisão zadebiutował 8 września 1957 w przegranym 0:1 wyjazdowym spotkaniu 1. kolejki ze Sportingiem Braga, zaś tydzień później w meczu z Belenenses (3:2) obejrzał czerwoną kartkę. Pierwszego gola w lidze portugalskiej strzelił 10 listopada w domowym meczu 10. kolejki z Barreirense (3:1). Później zdobył jeszcze po bramce w 14. kolejce ze Sportingiem Braga (3:2) i 23. kolejce z Barreirense (2:2). Na koniec sezonu 1957/1958 zajął z Lusitano szóste miejsce w lidze.

### Elche (1958–1964)
Latem 1958 Cardona wraz z Lusitano udał się na przedsezonowe zgrupowanie do Walencji. Jego drużyna rozegrała tam mecz towarzyski z beniaminkiem drugiej ligi hiszpańskiej, Elche CF. Po zakończeniu meczu prezydent Elche, José Esquitino, zapytał trenera Césara, który z zawodników Lusitano zrobił na nim największe wrażenie. Ten wskazał Cardonę. Elche rozpoczęło negocjacje z portugalskim klubem, pozyskując ostatecznie Honduranina za sumę 200 000 peset. Kwota transferu robiła w tamtych czasach wielkie wrażenie – sam prezydent Esquitino nazwał ją „szaloną”. Według innej, rzadziej przytaczanej wersji, Cardonę z Lusitano pozyskał bezpośrednio klub Valencia CF, lecz wobec pełnego limitu obcokrajowców w zespole oddał go do drugoligowego Elche.
Cardona zadebiutował w Segunda División 21 września 1958 w wygranym 4:1 wyjazdowym spotkaniu 2. kolejki z Eldense. Strzelił wówczas dwa gole dla swojej drużyny. Niedługo potem do Elche dołączył jego rodak, Carlos Suazo. Cardona zanotował świetne wejście do nowego klubu; w pierwszych 5 meczach zdobył aż 9 bramek. Swój debiutancki sezon 1958/1959 zakończył z 23 golami na koncie, co dało mu tytuł króla strzelców grupy południowej (król strzelców grupy północnej, Delio Morollón, miał jednego gola mniej). Jest tym samym jedynym w historii piłkarzem z Ameryki Centralnej, który został królem strzelców w Hiszpanii. Żaden Honduranin nie zdobył również więcej bramek w jednym sezonie ligi europejskiej. Cardona otrzymał wówczas nagrodę Trofeo Malavella, przyznawaną corocznie najlepszemu strzelcowi wśród klubów z prowincji Alicante. Równolegle do tytułu 19-letniego Honduranina w drugiej lidze, królem strzelców Primera División został Alfredo Di Stéfano, co Cardona określał jako swój powód do dumy. W omawianym sezonie zanotował dwa hat tricki – w 5. kolejce z Atlético Ceuta (6:0) i 12. kolejce z Jaén (4:4). Strzelił również gola w meczu ostatniej, 30. kolejki z Tenerife (3:0), który przypieczętował pierwszy w historii awans Elche do najwyższej klasy rozgrywkowej.
W Primera División Cardona zadebiutował 13 września 1959 na Estadio Carlos Tartiere w zremisowanym 1:1 meczu wyjazdowym 1. kolejki z Realem Oviedo. Pierwszego gola zdobył już tydzień później, 20 września na Campo de Altabix w meczu z Barceloną (2:1), pokonując bramkarza Antonio Ramalletsa. Jego bramka zapewniła Elche pierwsze zwycięstwo w Primera División w historii klubu. W sezonie 1959/1960 rozegrał 15 meczów (3 gole), lecz w rozgrywkach 1960/1961 z nieznanych przyczyn ani razu nie pojawił się na boisku. Spekuluje się, że mogła mieć na to wpływ zmiana trenera (Césara zastąpił Antonio Barrios).
W tamtym czasie zawodnikowi doradzano przyjęcie obywatelstwa Hiszpanii, by nie wliczał się on do ligowego limitu obcokrajowców (pierwszoligowe kluby hiszpańskie mogły wówczas wystawiać tylko dwóch piłkarzy zza granicy, a drugoligowe – jednego). Cardona ze względu na przywiązanie do Hondurasu odnosił się do tego pomysłu niechętnie, jednak ostatecznie w sierpniu 1961 przyjął hiszpańskie obywatelstwo. 8 października 1961 w spotkaniu z Españolem (6:2) Cardona zdobył gola numer 100 w historii występów Elche w Primera División.
| #  | Zawodnik           | Lata                | Gole |
| -- | ------------------ | ------------------- | ---- |
| 1. | Nino               | 1998–2006 2016–2021 | 135  |
| 2. | Juan Romero        | 1960–1967           | 92   |
| 3. | Vavá               | 1964–1973           | 78   |
| 4. | Boria              | 1981–1988 1991–1993 | 62   |
| 5. | Claudio            | 1984–1989 1996–2000 | 57   |
| 6. | Jesús de Huerta    | 1989–1995           | 54   |
| 7. | Juan Gómez Voglino | 1974–1979           | 53   |
| 8. | José Cardona       | 1958–1964           | 52   |

Cardona stworzył w zespole Elche tercet ofensywny z pochodzącymi z Paragwaju Juanem Romero i Cayetano Ré, uznawany za czołowy w lidze hiszpańskiej. W sezonie 1961/1962 trzej Latynosi zdobyli łącznie dla Elche aż 37 ligowych goli, a 44 po uwzględnieniu również krajowego pucharu (Romero – 22, Cardona – 14, Ré – 8). Przez większość sezonu 1962/1963 piłkarzy z Campo de Altabix prowadził Otto Bumbel, a więc trener, który ściągał Cardonę do Europy. 19 maja 1963 Cardona otrzymał drugą, a zarazem ostatnią czerwoną kartkę w karierze, w rewanżu 1/8 finału krajowego pucharu z Barceloną (1:4), wcześniej zdobywając w tym meczu gola. 
Ostatnim sezonem Honduranina w Elche był 1963/1964, podczas którego jego drużyna uplasowała się na piątym miejscu w tabeli – jest to najwyższa pozycja w historii klubu. Współtworzył wówczas skuteczny kwintet ofensywnych zawodników, określany przez hiszpańską prasę CLERO od pierwszych liter ich nazwisk (Cardona, Juan Carlos Lezcano, Eulogio, Juan Romero, Antonio Oviedo). Ostatni mecz ligowy dla Elche rozegrał 29 marca 1964 z Sevillą (0:1).
Jako zawodnik Elche Cardona został pierwszym Honduraninem, który strzelił gole wszystkim klubom hiszpańskiej „wielkiej trójki” – Barcelonie (2:1, 20 września 1959, liga), Realowi Madryt (3:4, 5 kwietnia 1962, puchar) i Atlético Madryt (1:1, 6 kwietnia 1963, liga). Jego osiągnięcie powtórzył 22 lata później José Roberto Figueroa, grając w Realu Murcia.
W sumie Cardona reprezentował barwy Elche przez sześć sezonów (z czego pięć w pierwszej lidze). We wszystkich rozgrywkach wystąpił w 123 meczach i zdobył 52 gole. Jest ósmym najlepszym strzelcem w historii klubu ogółem, a trzecim najlepszym pochodzącym zza granicy (po Juanie Romero i Juanie Gómezie Voglino).

### Atlético Madryt (1964–1970)
W kwietniu 1964 25-letni Cardona przeszedł do Atlético Madryt za kwotę 15 000 000 peset (określaną w mediach jako „astronomiczna”). Dołączył do stołecznego zespołu już po zakończeniu rozgrywek ligowych (ostatnią kolejkę rozegrano w marcu), lecz przed decydującymi meczami w pucharze Hiszpanii – Copa del Generalísimo (obecnie Puchar Króla). W Atlético zadebiutował 3 maja 1964 w pierwszym meczu 1/16 finału krajowego pucharu z Málagą (2:0), zaś premierowego gola zdobył 17 maja w pierwszym meczu 1/8 finału z Celtą (1:2). W sezonie 1963/1964 doszedł ostatecznie z Atlético do finału Copa del Generalísimo, rozgrywając wszystkie 10 meczów i strzelił jeszcze dwa gole – w półfinałowym rewanżu z Valencią (3:1), a także w przegranym meczu finałowym z Realem Saragossa (1:2).
W sierpniu 1964 nowym trenerem Atlético został Otto Bumbel, wcześniej prowadzący Cardonę w Lusitano i Elche. W sezonie 1964/1965 zdobył z madryckim zespołem wicemistrzostwo Hiszpanii; rozegrał wówczas 19 ligowych meczów, w których strzelił 8 goli, dzięki czemu został trzecim najskuteczniejszym piłkarzem Atlético po Luisie Aragonésie (19 goli) i Mendonçy (13 goli). Najlepszym strzelcem zespołu został natomiast w Copa del Generalísimo, kiedy w 8 spotkaniach zdobył aż 7 goli – między innymi w rewanżu 1/8 finału w derbach Madrytu z Realem Madryt (4:0), a także trzy bramki w pierwszym meczu półfinałowym z Realem Sociedad (8:1). W finale, rozegranym 25 lipca 1965 na Estadio Santiago Bernabéu, gracze Atlético podobnie jak rok wcześniej zmierzyli się z Realem Saragossa. Trener Bumbel zdecydował się wystawić wówczas Cardonę kosztem największej gwiazdy drużyny, Luisa Aragonésa. Honduranin strzelił jedynego gola w finale, po dobitce strzału Adelardo Rodrígueza, a Atlético zdobyło puchar Hiszpanii.
W tym samym sezonie Cardona wziął udział w swoich pierwszych rozgrywkach międzynarodowych, Pucharze Miast Targowych. Na arenie międzynarodowej zadebiutował 30 września 1964 na Stade des Charmilles w pierwszym meczu 1/32 finału ze szwajcarskim Servette (2:2). Ogółem w tamtej edycji Pucharu Miast Targowych rozegrał 7 spotkań i zdobył bramkę w pierwszym meczu 1/16 finału z irlandzkim Shelbourne (1:0). Gracze Atlético odpadli z rozgrywek w półfinale z Juventusem, a Cardona wystąpił we wszystkich trzech meczach przeciwko Włochom. Pozostaje tym samym jedynym piłkarzem z Hondurasu, który zdołał dotrzeć do półfinału europejskich pucharów.
Cardona rywalizował wówczas o miejsce w składzie z doświadczonym Enrique Collarem, którego w dłuższej perspektywie miał zastąpić. Przez pierwszy rok był czołowym piłkarzem Atlético, lecz następnie z sezonu na sezon coraz bardziej tracił pozycję na rzecz Collara, określanego przez hiszpańskie media mianem „wiecznie młodego”. W sezonie 1955/1956 zdobył z Atlético mistrzostwo Hiszpanii (piąte w historii klubu i pierwsze od 15 lat), zostając pierwszym i jak dotąd jedynym Honduraninem, który tego dokonał. Nie był jednak pierwszoplanową postacią w taktyce trenera Domèneca Balmanyi i rozegrał tylko 10 meczów. W mistrzowskim sezonie zdobył 4 gole – w 1. kolejce z Realem Saragossa (2:2), w 5. kolejce z Atlético Bilbao (2:0), w 20. kolejce ponownie z Atlético Bilbao (1:0) i w 26. kolejce z Pontevedrą (4:0). Zagrał również w 3 spotkaniach (na 6 możliwych) w międzynarodowych rozgrywkach Pucharu Zdobywców Pucharów, z których Atlético odpadło w ćwierćfinale z Borussią Dortmund. Honduranin nie wystąpił jednak w dwumeczu z niemieckim rywalem.
Cardona jest ostatnim strzelcem gola w oficjalnym meczu na Estadio Metropolitano; miało to miejsce 7 maja 1966 w pierwszym meczu ćwierćfinałowym Copa del Generalísimo z Atlético Bilbao (1:0). Niedługo potem obiekt został wyburzony, a Atlético Madryt przeniosło się na Estadio Manzanares (później przemianowany na Estadio Vicente Calderón).
Po zakończeniu sezonu Cardona gościnnie dołączył do zespołu Valencia CF, z którym wyleciał na tourneé do Meksyku. 31 maja 1966 strzelił gola dla Valencii w meczu towarzyskim z meksykańskim Atlante (3:0), rozegranym na otwartym kilka dni wcześniej stutysięczniku Estadio Azteca. Była to pierwsza bramka zdobyta na tym obiekcie w porze nocnej (zainaugurowano wówczas sztuczne oświetlenie), co zostało uhonorowane pamiątkową tablicą. Po spotkaniu wraz z resztą piłkarzy Valencii wziął udział w bankiecie, na którym był obecny między innymi aktor Cantinflas. Jak wspominał po latach Cardona, w pewnym momencie jeden z meksykańskich uczestników przyjęcia zwrócił się do niego słowami:
Nie rozumiem, jakim cudem trzy miliony ubogich Indian z Hondurasu mają swojego rodaka w Atlético Madryt, a 70 milionów Meksykanów żadnego.
21 czerwca 1966 Cardona w barwach Atlético zagrał na Estadio Santiago Bernabéu w meczu towarzyskim z reprezentacją Brazylii (3:5), przygotowującą się wówczas do występu na mistrzostwach świata w Anglii. Pokonał w tym meczu golkipera rywali, Gilmara i dzięki temu został pierwszym Honduraninem, który zdobył gola w meczu z reprezentacją Brazylii. Cardona wspominał po latach, że po zakończeniu spotkania podszedł do niego napastnik rywali Pelé (który strzelił w tym meczu trzy gole), pogratulował mu kariery w Europie i nazwał go „gwiazdą”.
W kolejnym sezonie Cardona został pierwszym Honduraninem, który wystąpił w rozgrywkach Ligi Mistrzów UEFA (wówczas noszących nazwę Pucharu Europy). Zadebiutował w nich 28 września 1966 na Malmö Stadion w wygranym 2:0 pierwszym meczu pierwszej rundy ze szwedzkim Malmö FF. Strzelił w tym spotkaniu gola i ponownie zapisał się w historii, tym razem jako pierwszy piłkarz z Hondurasu, który zdobył bramkę w tych najbardziej prestiżowych europejskich rozgrywkach. Swój występ w Pucharze Europy w sezonie 1966/1967 zamknął na dwóch meczach – zagrał jeszcze w pierwszym meczu drugiej rundy z jugosłowiańską Vojvodiną (1:3), która ostatecznie wyeliminowała Atlético z rozgrywek. Na kolejnego zawodnika w Lidze Mistrzów Honduras czekał aż 41 lat (David Suazo w Interze Mediolan), a na kolejnego gola – 48 lat (Andy Najar w barwach Anderlechtu). 
2 października 1966 Cardona wystąpił w meczu 4. kolejki ligowej z Valencią (1:1), który był uroczystą inauguracją nowego stadionu Atlético, Estadio Vicente Calderón (wówczas Estadio Manzanares). Zanotował wówczas asystę przy bramce Luisa Aragonésa. W 29. kolejce, 16 kwietnia 1967 w derbach z Realem Madryt (2:2), został natomiast autorem pierwszego w historii gola w El Derbi Madrileño rozgrywanych na Estadio Vicente Calderón. 
W latach 1966–1969 Atlético nie było w stanie skutecznie włączyć się do walki o mistrzostwo kraju i zajmowało kolejno czwarte, szóste i szóste miejsce w tabeli. W Copa del Generalísimo zawodnicy z Madrytu docierali natomiast najdalej do półfinału. Podczas trzech omawianych sezonów Cardona pełnił rolę drugoplanową i znacznie regularniej występował w krajowym pucharze (12 na 18 możliwych meczów – ok. 67%) niż w lidze hiszpańskiej (23 na 90 możliwych meczów – ok. 26%). W sezonach 1967/1968 i 1968/1969 ponownie występował z Atlético w Pucharze Miast Targowych. W pierwszym z nich zagrał trzykrotnie i zdobył trzy gole – dwa w rewanżu 1/32 finału z austriackim Wiener SC (2:1) i jednego w pierwszym meczu 1/16 finału z tureckim Göztepe SK (2:0). Właśnie w dwumeczu z Turkami madrytczycy odpadli z turnieju. W kolejnej edycji Honduranin zagrał tylko raz, a Atlético zakończyło swój udział w Pucharze Miast Targowych już na 1/32 finału, gdzie nie sprostali belgijskiemu KSV Waregem.
Wraz z Atlético Cardona triumfował również w czterech turniejach towarzyskich. W sierpniu 1965 wygrał Trofeo Mohamed V rozgrywany w Casablance (w finale 5:0 z Partizanem, strzelił dwa gole), we wrześniu 1965 Trofeo Teresa Herrera rozgrywany w La Coruñi (2:1 z Vitórią Setúbal), w sierpniu 1966 Trofeo Colombino rozgrywany w Huelvie (w finale 2:0 z Recreativo), a we wrześniu 1968 Trofeo Ramón de Carranza rozgrywany w Kadyksie (w finale 1:0 z Barceloną).
Cardona rozegrał ostatni oficjalny mecz dla Atlético 18 grudnia 1968 na Estadio Manzanares, w 12. kolejce ligowej z Atlético Bilbao (4:4). W sezonie 1969/1970 wywalczył z Atlético swoje drugie mistrzostwo Hiszpanii. Pozostawał wówczas w kadrze drużyny, lecz nie wystąpił w żadnym spotkaniu. W czerwcu 1970 oficjalnie ogłosił, że odchodzi z Atlético i kończy karierę piłkarską. Na uroczystej kolacji z udziałem kolegów z drużyny, trenerów i przedstawicieli zarządu, prezydent klubu Vicente Calderón wręczył mu pamiątkowy złoty sygnet wysadzany brylantami. W rozmowie z dziennikarzem wyjaśniał swoją decyzję następująco:

Myślę realistycznie i widzę, że w wieku 33 lat (sic) nie mogę robić na boisku tych samych rzeczy, co w wieku 25 lat. Jestem teraz bardziej doświadczony, ale słabszy pod względem fizycznym. Już jakiś czas temu postanowiłem, że w tym wieku przestanę grać w piłkę nożną.

Ogółem Cardona występował w Atlético Madryt przez sześć sezonów, rozgrywając 103 mecze, w których zdobył 42 bramki. Jest uznawany przez osoby związane z klubem za jego legendę. Współdzielił drużynę z innymi symbolami Atlético, takimi jak Edgardo Madinabeytia, Feliciano Rivilla, Jorge Griffa, Isacio Calleja, Jesús Glaría, José Ufarte, Jorge Alberto Mendonça, Adelardo Rodríguez czy Luis Aragonés. Znalazł się w albumie 100 legendarnych piłkarzy Atlético Madryt. Na nowym stadionie domowym Atlético, Wanda Metropolitano, znajduje się poświęcona jego osobie tablica.

### Real España (1970–1971)
Cardona po odejściu z Atlético na krótko powrócił do swojego rodzinnego Hondurasu. Rozegrał tam jeden sezon w Real CD España, a więc klubie, w którym występował już przed wyjazdem do Europy. W lidze honduraskiej zanotował 10 występów i strzelił 3 bramki – w meczach z Lempirą, z Marathónem w derbach San Pedro Suli i 24 stycznia 1971 z Atlético Español (2:2, był to jego ostatni gol w karierze). Ostatni mecz w karierze rozegrał 28 lutego 1971 przeciwko Olimpii (0:4). W sezonie 1970/1971 zajął z Realem España czwarte miejsce w lidze honduraskiej. Bezpośrednio po tym w wieku 32 lat ostatecznie zakończył piłkarską karierę.

## Kariera reprezentacyjna
W sierpniu 1961 Cardona przyjął obywatelstwo hiszpańskie. W świetle ówczesnych regulacji FIFA zamknęło mu to drogę występów w reprezentacji Hondurasu. Za sprawą udanej gry w Elche CF znalazł się na szerokiej liście 40 zawodników powołanych do reprezentacji Hiszpanii przed mistrzostwami świata w Chile.
Kilka lat później FIFA zmieniła przepisy – zawodnicy z podwójnym obywatelstwem mogli występować również w reprezentacji swojego rodzinnego kraju. W reprezentacji Hondurasu Cardona wystąpił pod koniec kariery w trzech spotkaniach, w czerwcu 1969 z Salwadorem w ramach eliminacji do mistrzostw świata w Meksyku. 8 czerwca rozegrał przeciwko Salwadorczykom pełny mecz na Estadio Nacional w Tegucigalpie (1:0), a 15 czerwca również pełne 90 minut w rewanżu na Estadio Flor Blanca w San Salvador (0:3). Trzecie, decydujące spotkanie odbyło się 26 czerwca na neutralnym Estadio Azteca w mieście Meksyk. Cardona strzelił w nim wyrównującego gola, lecz około 30 minuty został kopnięty w klatkę piersiową przez rywala i był zmuszony zejść z boiska z kontuzją. Honduranie stracili wówczas inicjatywę, przegrali po dogrywce 2:3 i nie zakwalifikowali się na mundial.
Opisywany trójmecz Hondurasu z Salwadorem przeszedł do historii jako jedna z przyczyn konfliktu zbrojnego pomiędzy obydwoma krajami, nazywanego wojną futbolową. Cardona niechętnie wracał do tamtych wydarzeń, nazywając je „bardzo smutnymi”, od tamtego czasu ani razu nie odwiedził też Salwadoru, tłumacząc: „nigdy więcej nie postawię swojej stopy w kraju, którego nazwy nie chcę nawet pamiętać”. Otoczkę meczów z Salwadorem wspominał w następujący sposób:

W pierwszym, domowym spotkaniu wygraliśmy 1:0. Podczas meczu Salwadorczycy narzekali, że przez krzyki naszych kibiców nie mogli spać w nocy. Po tym spotkaniu atmosfera zgęstniała. Relacje między krajami były bardzo napięte. Honduras chciał wydalić 200 000 Salwadorczyków pracujących w naszym kraju. Wydarzenia z meczów wykorzystano do wszczęcia wojny. 
Ambasador Hondurasu w Salwadorze ogłosił, że przylecimy na rewanż w dniu meczu, ale w rzeczywistości przybyliśmy dwa dni wcześniej. Na lotnisku przywitali nas niezliczonymi karykaturami. Byli tam Murzyni z pierścieniami i kośćmi w nosach, nawiązując do dużej liczby czarnoskórej ludności w Hondurasie. Miałem przydomek „La Coneja” („Królica” – przyp. red.), a w kadrze Salwadoru był piłkarz Jorge Liévano nazywany „El Conejo” („Królik” – przyp. red.). Pokazywali karykatury ukazujące Liévano kopulującego ze mną. Ostrzelano nasz autobus i hotel. W nocy pod wejściem do hotelu doszło do zamieszek, podczas których zginęły dwie osoby. To był zupełny chaos. Ostatecznie musieliśmy nocować w ambasadzie. W drodze na stadion mieliśmy przydzieloną eskortę, jak więźniowie. Nasz autokar obrzucano kamieniami, nie wiem, jak udało się nam przebić przez tumult na stadion. Gdybyśmy wygrali ten mecz, już byśmy stamtąd nie wyszli. Na szczęście przegraliśmy 0:3 i mogliśmy wrócić do domu żywi.
Rząd Hondurasu nie siedział bezczynnie, oskarżano tysiące Salwadorczyków, którzy żyli i pracowali na naszej ziemi. Nastąpiła inwazja armii, bombardowania, walki, które przyniosły wiele ofiar śmiertelnych z obu stron. Myślicie, że to wszystko z powodu piłki nożnej? Absolutnie nie. Rządy obu krajów rywalizowały ze sobą i nie miały lepszego pomysłu do rozpoczęcia wojny, więc wykorzystały futbol do wzbudzenia fali nacjonalizmu. Wszystko zakończyło się interwencją Stanów Zjednoczonych, które zbudowały tam bazę wojskową. I o wszystko obwiniali piłkę nożną, podczas gdy piłka nożna jednoczy narody, a nie czyni je wrogami.

## Statystyki kariery

### Klubowe
| Lusitano        | 1957–1958  | Portugalia | Primeira Divisão | 20  | 3  | —  | —              | —              | —  | —   | 20  | 3   |
| Elche           | 1958–1959  |            | Segunda División | 25  | 23 | —  | —              | —              | —  | —   | 25  | 23  |
| Elche           | 1959–1960  |            | Primera División | 15  | 3  | —  | —              | —              | —  | —   | 15  | 3   |
| Elche           | 1960–1961  |            | Primera División | 0   | 0  | —  | —              | —              | —  | —   | 0   | 0   |
| Elche           | 1961–1962  |            | Primera División | 29  | 11 | 4  | 3              | —              | —  | —   | 33  | 14  |
| Elche           | 1962–1963  |            | Primera División | 25  | 8  | 5  | 2              | —              | —  | —   | 30  | 10  |
| Elche           | 1963–1964  |            | Primera División | 20  | 2  | —  | —              | —              | —  | —   | 30  | 5   |
| Atlético Madryt | 1963–1964  |            | Primera División | —   | —  | 10 | 3              | —              | —  | —   | 30  | 5   |
| Atlético Madryt | 1964–1965  |            | Primera División | 19  | 8  | 8  | 7              | PMT            | 7  | 1   | 34  | 16  |
| Atlético Madryt | 1965–1966  |            | Primera División | 10  | 4  | 5  | 3              | PZP            | 3  | 0   | 18  | 7   |
| Atlético Madryt | 1966–1967  |            | Primera División | 11  | 5  | 6  | 3              | PE             | 2  | 1   | 19  | 9   |
| Atlético Madryt | 1967–1968  |            | Primera División | 9   | 3  | 6  | 1              | PMT            | 3  | 3   | 18  | 7   |
| Atlético Madryt | 1968–1969  |            | Primera División | 3   | 0  | —  | —              | PMT            | 1  | 0   | 4   | 0   |
| Atlético Madryt | 1969–1970  |            | Primera División | 0   | 0  | —  | —              | —              | —  | —   | 0   | 0   |
| Real España     | 1970–1971  | Honduras   | Liga Nacional    | 10  | 3  | —  | —              | —              | —  | —   | 10  | 3   |
| Ogółem          |            |            |                  |     |    |    |                |                |    |     |     |     |
| Portugalia      | Portugalia | Portugalia | 20               | 3   | —  | —  | —              | —              | —  | 20  | 3   |     |
| Hiszpania       | Hiszpania  | Hiszpania  | 166              | 67  | 44 | 22 | PE + PMT + PZP | 16             | 5  | 226 | 94  |     |
| Honduras        | Honduras   | Honduras   | 10               | 3   | —  | —  | —              | —              | —  | 10  | 3   |     |
| Ogółem          | Ogółem     | Ogółem     | Ogółem           | 196 | 73 | 44 | 22             | PE + PMT + PZP | 16 | 5   | 256 | 100 |

- PE – Puchar Europy Mistrzów Klubowych
- PMT – Puchar Miast Targowych
- PZP – Puchar Zdobywców Pucharów

Źródło: ForaDeJogo (port.), BDFutbol (ang.), La Prensa (hiszp.)

### Reprezentacyjne
| Honduras | Honduras | 1969   | — | — | 3 | 1 | — | — | — | 3 | 1 |
| Ogółem   | Ogółem   | Ogółem | — | — | 3 | 1 | — | — | — | 3 | 1 |

Źródło: 11v11 (ang.)

#### Gole w reprezentacji
| #  | Data            | Miejsce                        | Przeciwnik | Gol | Wynik | Rozgrywki                            |
| -- | --------------- | ------------------------------ | ---------- | --- | ----- | ------------------------------------ |
| 1. | 26 czerwca 1969 | Estadio Azteca, Meksyk, Meksyk | Salwador   | 1–1 | 2–3   | Eliminacje do Mistrzostw Świata 1970 |

Źródło: 11v11 (ang.)

## Osiągnięcia
Club Hibueras
- mistrzostwo Hondurasu (1): 1955/1956[11]

Elche CF
- mistrzostwo grupy południowej Segunda División (1): 1958/1959[12]

Atlético Madryt
- mistrzostwo Hiszpanii (2): 1965/1966[8], 1969/1970[8]
- wicemistrzostwo Hiszpanii (1): 1964/1965[11]
- puchar Hiszpanii (1): 1964/1965[8]
- finał pucharu Hiszpanii (1): 1963/1964[11]
- półfinał Pucharu Miast Targowych (1): 1964/1965[28]

Indywidualne
- król strzelców ligi honduraskiej (1): 1955/1956[11]
- król strzelców grupy południowej Segunda División (1): 1958/1959[12]

## Styl gry
Cardona jest uznawany przez obserwatorów za jednego z najlepszych, a często za najlepszego piłkarza w historii Hondurasu i legendę honduraskiego futbolu, a także jednego z najlepszych piłkarzy w dziejach całej Ameryki Centralnej.
Cardona był zdolnym, filigranowym (165 cm wzrostu), obunożnym zawodnikiem, który najczęściej występował na pozycji prawego skrzydłowego. Bez większego problemu był jednak w stanie grać też jako boczny pomocnik lub lewy skrzydłowy. Na lewym skrzydle zaczął występować regularniej w Atlético Madryt, gdy jako prawoskrzydłowy grał José Ufarte. Jego ogromnym atutem była szybkość. Dysponował również dobrym wykończeniem, kreatywnością, kontrolą piłki, dryblingiem i bramkostrzelnością. Był opisywany jako zawodnik nieprzewidywalny.
Jego klubowy kolega z Atlético, Adelardo Rodríguez, scharakteryzował go jako gracza „dobrze rozumiejącego futbol”, specjalizującego się w rajdach na skrzydle i strzelaniu goli, lecz jednocześnie mało pracowitego w grze zespołowej, zaś poza boiskiem cichego i małomównego.
Cardonę często opisywano jako osobę skromną, kulturalną i dobrze wychowaną. Pomimo dorastania na honduraskiej prowincji, posługiwał się poprawną hiszpańszczyzną. Zwykł mówić o sobie, iż jest „skromnym Indianinem, po którego zachowaniu nie widać, że jest Indianinem”. Poza boiskiem cechował się profesjonalizmem. Ani razu nie spóźnił się na trening, autobus ani samolot. Pytany o klucz do swojego sukcesu w Europie, odpowiadał żartobliwie: „nie umiałem grać w bilarda, a wino zacząłem pić w wieku 40 lat”.

## Życie prywatne
W 1963 roku, będąc zawodnikiem Elche CF, Cardona wziął ślub z Hiszpanką Franciscą „Paquitą” Cerdą Antón, córką wiceprezesa tego klubu. Miał z nią trójkę dzieci: córkę Maríę Suyapę oraz synów José Enrique i Vicente Javiera. Po zakończeniu kariery osiadł w mieście Elche, gdzie prowadził własną działalność gospodarczą. Przez dziesięć lat trenował juniorów w Elche CF, okazjonalnie był też komentatorem sportowym. Z innego związku, z Honduranką, miał córkę Rosę Maríę. Gdy romans Cardony wyszedł na jaw, jego żona wniosła pozew o separację, a następnie małżonkowie rozwiedli się.
Pomimo wieloletniego zamieszkiwania w Hiszpanii i przyjęcia hiszpańskiego obywatelstwa w wieku 22 lat, Cardona utrzymywał silne związki z Hondurasem. Często podróżował do swojej ojczyzny, wspierał swoje rodzeństwo, a rodzicom kupił dom w San Pedro Suli. Jako zawodnik Elche CF, wspólnie z lokalnym Radio Elche, zorganizował akcję promocyjną i zbiórkę pieniędzy, ubrań i mienia dla mieszkańców Hondurasu dotkniętych powodziami.
W 1996 roku, po blisko 40 latach spędzonych w Hiszpanii, Cardona powrócił do Hondurasu. Zamieszkał samotnie w domu po swoich rodzicach, w dzielnicy Barrio Las Flores w San Pedro Suli. Żył w bardzo skromnych warunkach, utrzymując się z niewielkiej emerytury i pieniędzy przysyłanych mu przez jego dzieci z Hiszpanii. Okazyjnie pomagał lokalnej grupie lekarzy, zajmującej się najuboższymi chorymi. W 2007 roku opisywał swoje życie na emeryturze: „[...] mam wszystko, czego mi potrzeba. Moja rodzina zawsze mnie wspiera i naprawdę czuję się bardzo dobrze”, zaś w swoim ostatnim wywiadzie, udzielonym w 2012 roku reporterowi gazety La Prensa, mówił: „żyję sam, pośród swoich wspomnień i drzew, kocham naturę”. Utrzymywał dobre i regularne stosunki ze swoimi sąsiadami. Z sentymentem wspominał Hiszpanię – w wywiadzie dla As z 2010 roku tłumaczył: „mam w przedpokoju hiszpańską flagę i będzie tam aż do najbliższych mistrzostw świata [...]. Czuję się Hiszpanem, tam stałem się osobą, którą jestem teraz, tam dano mi jeść. Moje dzieci mieszkają w Elche. Mam w domu mnóstwo pamiątek z czasów Atlético”.
W późnych latach życia Cardona zmagał się z licznymi problemami zdrowotnymi. Przez problemy ze stawem biodrowym poruszał się o lasce; za radą lekarzy, pomimo sugestii syna, nie zdecydował się poddać operacji. Chorował na cukrzycę, nadciśnienie i zmagał się z niewydolnością nerek. Wieczorem 29 stycznia 2013 doznał w swoim domu ataku serca spowodowanego hiperglikemią. Nieprzytomnego znaleźli go sąsiedzi, którzy przetransportowali go do szpitala Mario Catarino Rivas w San Pedro Suli. Pomimo otrzymania natychmiastowej pomocy, Cardona zmarł po kilku godzinach, około godziny 4:00 nad ranem, w wieku 73 lat. Za życia wyrażał życzenie, by jego ciało zostało skremowane, a prochy rozrzucone w górach Sierra del Merendón, w pobliżu których spędził dzieciństwo. Ostatecznie został jednak pochowany u boku swoich rodziców, na cmentarzu Central w San Pedro Suli.
Kondolencje z powodu śmierci Cardony złożył między innymi jego były klub Atlético Madryt. Dzień po jego śmierci, 31 stycznia przed meczem krajowego pucharu na Estadio Vicente Calderón z Sevillą (2:1), piłkarze Atlético uhonorowali Honduranina minutą ciszy oraz wystąpili z czarnymi opaskami. Uroczystość ku jego pamięci zorganizował również 8 lutego Elche CF, kiedy to przed meczem drugiej ligi z Córdobą (0:0) uczczono jego osobę minutą ciszy, a prezydent klubu José Sepulcre wręczył synowi Cardony, Vicente Javierowi, oraz jego wnukom pamiątkową koszulkę z numerem „7”.
Imię Cardony nosi kompleks sportowy w jego rodzinnym mieście, La Lima.